# 황금충
〈황금충〉(黃金蟲, "The Gold-Bug")은 에드거 앨런 포가 1843년 발표한 단편소설이다. 황금색 벌레에게 물린 윌리엄 레그런드(William Legrand)라는 사람이 주인공이다. 레그런드의 흑인 하인 주피터(Jupiter)는 레그런드가 벌레에 물린 뒤로 미쳐간다고 두려워하고, 레그런드의 친구인 이름을 알 수 없는 서술자는 친구를 걱정해 레그런드를 방문한다. 레그런드는 주피터와 서술자를 끌고다니며 해적 윌리엄 키드 선장의 매장금을 찾기 위한 모험을 떠나게 된다.
〈황금충〉의 배경은 사우스캘리포니아 주 찰스턴 군 설리번 섬으로, 추리물의 초기 형태 포의 “추리 이야기” 중 하나로서 종종 언급된다. 포는 1840년 대중들이 비밀스러운 이야기를 좋아한다는 것을 알게 되었고, 이야기 속에 내재한 어떤 암호적 요소를 독자에게 풀어 보라고 도전의 동기를 제시하는 이야기를 쓰게 되었다. 포는 암호학에 대해 약간의 지식이 있었고 이 점을 이용해 치환암호를 중심소재로 삼아 〈황금충〉의 성공을 거둘 수 있었다. 다만 시종일관 사투리로 지껄이며 어눌하게 행동하는 흑인 캐릭터 주피터의 묘사는 오늘날 인종차별적이라고 비판을 받기도 한다.
〈황금충〉은 《필라델피아 달러 뉴스페이퍼》 지의 공모전에 투고되어 대상을 받았고, 부상으로 상금 100 달러가 주어졌다.아마 이것은 포가 살아생전 받은 최고가의 "돈"이였을 것이다. 〈황금충〉은 출간 즉시 성공을 거두었고 포의 살아생전 가장 널리 읽힌 작품 중 하나였다. 또한 암호학이라는 분야 자체가 이 소설 덕분에 대중 일반인 에게 알려지게 되었다.

## 줄거리

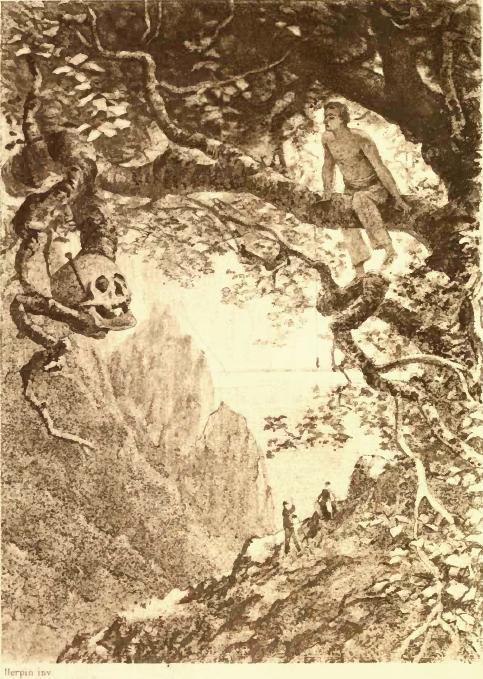

윌리엄 레그런드는 황금으로 이루어진 풍뎅이에 물리고 보물을 찾고자 한다. 그는 자신의 친한 친구인 나에게 집이 있는 설리번 섬에 찾아오라고 한다. '나'가 도착하자 그는 서술자와 자신의 흑인 하인 주피터와 함께 셋이서 보물을 찾아 떠나는 모험을 시작할 것이라고 한다. 서술자는 최근 파산지경에 놓인 레그런드가 미친 것은 아닌지 의심한다.
레그런드는 자신을 깨물었던 벌레를 잡았으나 남에게 빌려줘 버렸고 대신 지금은 벌레의 그림만 그렸놓았다고 한다. 나는 그림을 보더니 해골바가지처럼 생겼다고 말한다. 기분이 상한 레그런드는 그림을 서랍에 넣어 잠가 버리고 불쾌해진 서술자는 그곳을 떠나 찰스턴의 자기 집으로 돌아간다.
한 달 뒤, 주피터가 나를 찾아와 레그런드가 이상하게 행동하기 시작한다면서 설리번 섬을 다시 찾아 달라고 부탁한다. 그들이 섬에 도착하자 레그런드는 나에게 끈에 묶인 황금 풍뎅이를 나가자고 한다. 섬의 황무지로 나아간 일행은 나무 한 그루를 발견한다. 레그런드는 주피터에게 풍뎅이를 들고 나무 위에 올라가도록 한다. 나무 위에는 해골이 하나 있었고, 레그런드는 주피터에게 해골의 눈구멍에 풍뎅이를 넣으라고 한다. 풍뎅이는 눈구멍을 통해 들어가서 해골의 턱으로 나와 땅으로 낙하하고, 그 낙하한 지점을 일행은 파헤치기 시작한다. 일행은 악명높은 해적 키드 선장이 묻어 놓은 매장금을 발견한다. 서술자의 추측에 따르면 1백 50만 달려 정도의 가치는 될 것이라 한다. 보물이 확보되자 레그런드는 자기가 어떻게 보물의 위치를 알아냈는지 장황하게 설명하기 시작한다.
우선 이야기는 다음과 같은 암호학적 분석으로 시작한다. 소설의 암호는 글자 빈도를 사용한 매우 초보인 치환 암호로 이루어져 있다.
```
53‡‡†305))6*;4826)4‡.)4‡);806*;48†8
¶60))85;;]8*;:‡*8†83(88)5*†;46(;88*96
*?;8)*‡(;485);5*†2:*‡(;4956*2(5*—4)8
¶8*;4069285);)6†8)4‡‡;1(‡9;48081;8:8‡
1;48†85;4)485†528806*81(‡9;48;(88;4
(‡?34;48)4‡;161;:188;‡?;

```

이걸 해독하면 다음과 같다.
```
53‡‡†305))6*;4826)4‡.)4‡);806*;48†8
agoodglassinthebishopshostelinthede

¶60))85;;]8*;:‡*8†83(88)5*†;46(;88*96
vilsseattwentyonedegreesandthirteenmi

*?;8)*‡(;485);5*†2:*‡(;4956*2(5*—4)8
nutesnortheastandbynorthmainbranchse

¶8*;4069285);)6†8)4‡‡;1(‡9;48081;8:8‡
venthlimbeastsideshootfromthelefteyeo

1;48†85;4)485†528806*81(‡9;48;(88;4
fthedeathsheadabeelinefromthetreeth

(‡?34;48)4‡;161;:188;‡?;
roughtheshotfiftyfeetout

```

띄어쓰기를 하고 대소문자를 적절히 구분하면 다음과 같은 문장이 만들어진다.
| “ | A good glass in the bishop's hostel in the devil's seat 악마의 자리에 위치한 비숍의 여관에서 좋은 유리 하나 twenty-one degrees and thirteen minutes northeast and by north 북북서로 21도 37분 main branch seventh limb east side shoot from the left eye of the death's-head 나무 주지의 일곱 번째 가지 동편 망자의 머리통 왼쪽 눈으로 a bee line from the tree through the shot fifty feet out. 다림추를 늘어뜨려 나무에서 지면까지 수직거리 50피트 | ” |

## 분석
〈황금충〉에 등장한 암호는 매우 초보적인 치환 암호이다. 오른쪽 그래프를 보면 알 수 있듯이, 영어에서 가장 자주 사용되는 알파벳은 모음 e다. 그러므로 암호문에서 가장 빈번하게 등장한 기호 8은 e에 해당한다. 1905년에 나온 셜록 홈즈 소설 "The Adventure of the Dancing Men"(《셜록 홈즈의 귀환》에 수록)에서 나온 "춤추는 인형 암호"도 이것과 원리가 똑같다.
포가 암호를 이용한 비밀 글쓰기를 처음 발명한 것은 아니며, 대니얼 디포의 《로빈슨 크루소》에 영향을 받은 것 같다. 그러나 포가 자기 당대에 암호를 소설 소재로 사용해 큰 성공을 거두어 암호를 대중화시킨 것은 확실한 사실이다. 19세기 사람들에게 암호는 미지의 영역이었으며 암호해독 능력자는 거의 초자연적인 힘을 타고난 것이라고 여겨지곤 했다. 포는 〈황금충〉 발표 3년 전인 1840년 《알렉산더스 위클리 매신저》 지 부주필로 일하면서 독자들에게 암호를 만들어서 투고하면 자기가 전혀 수고로울 것 없이 풀어 보이겠노라고 자신만만하게 공고를 냈고, 과연 장담했던 대로 거진 다 풀어냈다. 1841년 7월 포는 자기가 암호를 해독한 방법을 설명한 〈비밀기호에 대한 몇 가지 말〉이라는 소논문을 썼고, 이 암호라는 주제가 독자들에게 먹힐 수 있는 유망한 것이라는 것을 알아채고 암호가 이야기 전개에서 중심 역할을 하는 〈황금충〉을 구상하게 되었다. 포의 작중 주인공 레그런드의 암호 해독 설명은 사실 포 본인이 〈비밀기호에 대한 몇 가지 말〉에서 했던 것을 그대로 반복한 것이다.

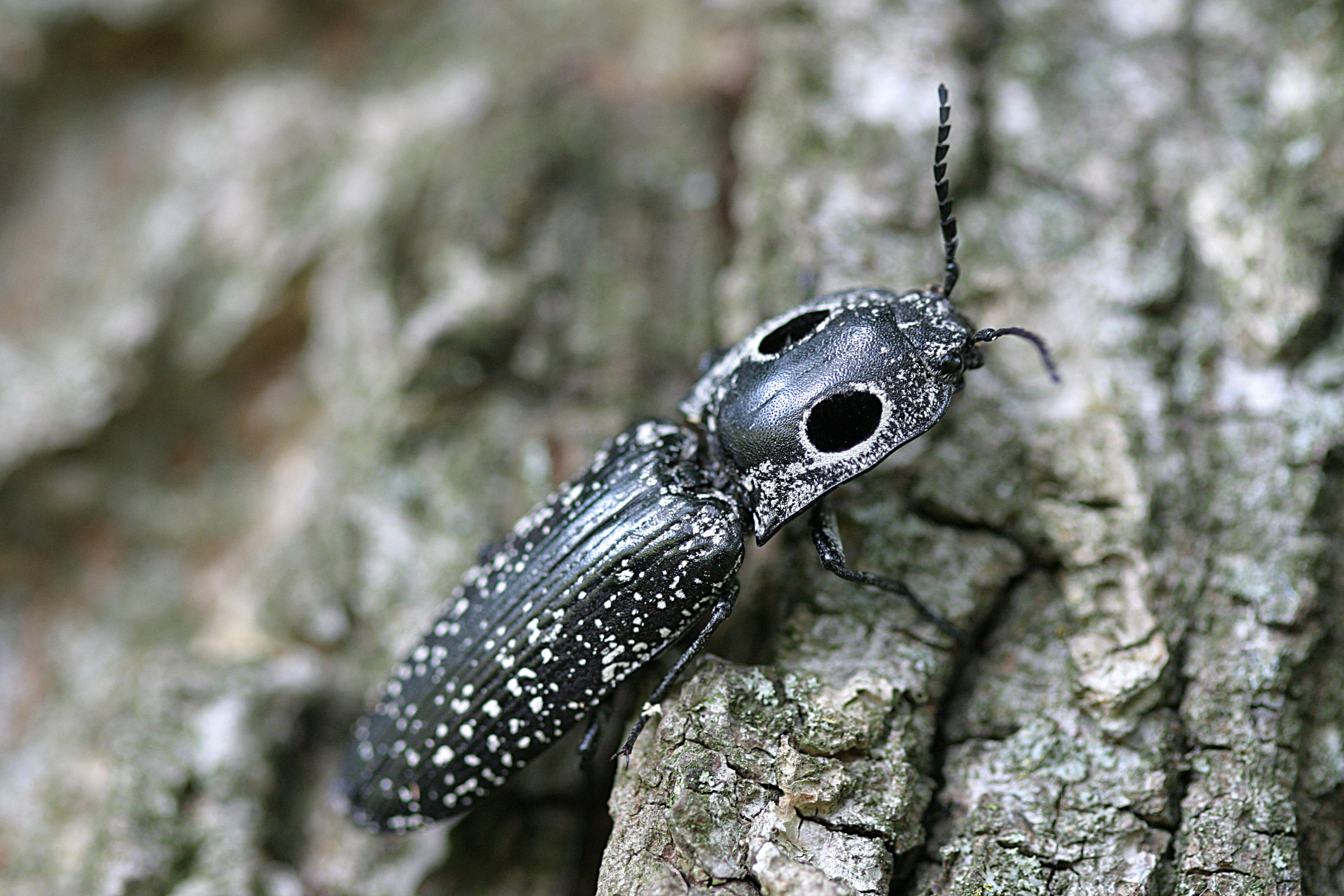
방아벌레과의 곤충 동부눈깔방아벌레.

이야기의 발단이 되는 “황금 벌레”는 실존하는 곤충이 아니다. 포는 이야기의 배경이 되는 사우스캐롤라이나 설리번 섬에 서식하는 벌레 두 종을 혼합해서 이 가공의 벌레를 만들어낸 것으로 보인다. 몸이 금빛이라는 것은 황금색 머리를 가지고 몸에 금빛 광택이 살짝 도는 Callichroma splendidum 종에서 가져온 것이고, 검은색 반점이 있다는 것은 눈알 모양의 무늬가 있는 Alaus oculatus 종에서 가져온 것으로 보인다. 그러나 이 두 종은 사실 정확한 의미에서 풍뎅이가 아니다. 전자는 하늘소이고 후자는 방아벌레에 속한다.
흑인 하인 주피터의 묘사는 오늘날의 관점에서 봤을 때 고정관념적 인종차별에 해당한다. 주피터는 미신을 믿으며, 자기 쪽에서 봤을 때 왼쪽 오른쪽과 상대 편에서 봤을 때 왼쪽 오른쪽을 구분하지 못하는 등 무식한 인물로 그려진다. 아마 포는 로버트 몽고메리 버드의 1836년 작품 《셰퍼드 리》에 나오는 유사한 등장인물의 영향을 받아 주피터를 만든 것으로 생각된다. 이 시기 소설에 흑인 등장인물이 아오는 것은 드문 일이 아니었지만, 흑인 등장인물이 대사를 가진 중요 인물 중 하나로 등장하는 것은 이례적인 일이었다. 다만 평론가들과 문학자들은 주피터의 사투리 억양이 진짜 사투리인지 아니면 단순히 웃기려고 넣은 것인지 의문시한다. 주피터가 사용하는 말은 실제 찰스턴 지방의 흑인들이 쓰는 사투리와는 닮지 않았으며, 오히려 걸러어에 가깝다.
〈황금충〉은 오귀스트 뒤팽 이야기들과 함께 포가 쓴 몇 편 안 되는 추리물 목록에 올라오는 일이 잦지만, 사실 〈황금충〉은 레그런드가 일을 혼자 다 처리하고 서술자를 삽질하라고 부르기 전까지 어떠한 증거도 묘사되지 않기 때문에 엄밀한 의미에서 추리물이라고 말하기에는 어폐가 있다. 그럼에도 레그런드는 포의 전문 사립탐정 캐릭터 뒤팽과 종종 비교되곤 하는데, 이러한 비교는 그 "추리능력"을 사용한다는 점에 기인한다. 포는 남들이 신경쓰지 않거나 흘려듣는 사소한 것들에서부터 시작해 진실을 밝혀내는 뒤팽의 방법을 "추리(Ratiocination)"이라고 불렀다.

## 참고 자료
- Bittner, William (1962), 《Poe: A Biography》, Boston: Little, Brown and Company
- Hutchisson, James M. (2005), 《Poe》, Jackson, MS: University Press of Mississippi, ISBN 1-57806-721-9
- Meyers, Jeffrey (1992), 《Edgar Allan Poe: His Life and Legacy》, Cooper Square Press, ISBN 0-8154-1038-7
- Quinn, Arthur Hobson (1998), 《Edgar Allan Poe: A Critical Biography》, Baltimore: The Johns Hopkins University Press, ISBN 0-8018-5730-9
- Rosenheim, Shawn James (1997), 《The Cryptographic Imagination: Secret Writing from Edgar Poe to the Internet》, Baltimore: Johns Hopkins University Press, ISBN 978-0-8018-5332-6
- Silverman, Kenneth (1991), 《Edgar A. Poe: Mournful and Never-ending Remembrance》, New York: Harper Perennial, ISBN 0-06-092331-8
- Sova, Dawn B. (2001), 《Edgar Allan Poe: A to Z》, New York: Checkmark Books, ISBN 0-8160-4161-X
- Stashower, Daniel (2006), 《The Beautiful Cigar Girl: Mary Rogers, Edgar Allan Poe, and the Invention of Murder》, New York: Dutton, ISBN 0-525-94981-X
- Thomas, Dwight; Jackson, David K. (1987), 《The Poe Log: A Documentary Life of Edgar Allan Poe, 1809–1849》, Boston: G. K. Hall & Co., ISBN 0-7838-1401-1